# Morski levi
Morski levi (znanstveno ime Otariinae) so poddružina morskih sesalcev iz družine uhatih tjulnjev (Otariidae). 

## Opis
Morski levi so plavutonožci , za katere so značilni zunanji ušesi , dolge prednje plavuti, sposobnost hoje po vseh štirih, kratka in gosta dlaka ter velika prsa in trebuh. Skupaj z morskimi tjulnji sestavljajo družino uhatih tjulnjev Otariidae . Morski levi imajo šest obstoječih in eno izumrlo vrsto ( japonski morski lev ) v petih rodovih . Njihovo območje sega od subarktičnih do tropskih voda svetovnega oceana na severni in južni polobli, z opazno izjemo severnega Atlantskega oceana .  Njihova povprečna življenjska doba je 20–30 let. Samec kalifornijskega morskega leva v povprečju tehta približno 300 kg (660 lb) in je dolg približno 2,4 m (8 ft), samica morskega leva pa tehta 100 kg (220 lb) in je dolga 1,8 m (6 ft). Največji morski levi so Stellerjevi morski levi , ki lahko tehtajo 1000 kg (2200 lb) in zrastejo do dolžine 3,0 m (10 ft). Morski levi zaužijejo velike količine hrane naenkrat in znano je, da pojedo približno 5–8 % svoje telesne teže (približno 6,8–15,9 kg (15–35 lb)) ob enem hranjenju. Morski levi se lahko v vodi premikajo s hitrostjo okoli 16 vozlov (30 km/h; 18 mph) in najhitreje lahko dosežejo hitrost približno 30 vozlov (56 km/h; 35 mph).  Tri vrste, Avstralski morski lev , galapaški morski lev in novozelandski morski lev so uvrščeni med ogrožene vrste . 

## Taksonomija
Morski levi Steller se izvlečejo na skalo ob obali otoka Raspberry (Aljaska) .
Morski levi so v sorodu z mroži in tjulnji. Skupaj z kožuhastimi tjulnji sestavljajo družino Otariidae , skupno znano kot uhati tjulnji. Do nedavnega so bili morski levi združeni v eno samo poddružino, imenovano Otariinae, medtem ko so bili morski tjulnji združeni v poddružino Arcocephalinae. Ta delitev je temeljila na najvidnejši skupni lastnosti, ki jo imajo morski tjulnji in je ni pri morskih levih, in sicer na gostem poddlaku, značilnem za prve. Nedavni genetski dokazi kažejo, da je Callorhinus , rod severnega medveda , tesneje povezan z nekaterimi vrstami morskih levov kot z drugim rodom krznenega medveda, Arctocephalus . Zato je bilo razlikovanje med poddružino medvedov in morskih levov odstranjeno iz številnih taksonomij.
Kljub temu imajo vsi kožuhasti tjulnji nekatere skupne značilnosti: krzno, na splošno manjše velikosti, daljša in daljša potovanja iskanja hrane, manjši in obilnejši plen in večji spolni dimorfizem . Vsi morski levi imajo nekatere skupne lastnosti, zlasti njihov grob, kratek kožuh, večjo maso in večji plen kot kožuhasti tjulnji. Zaradi teh razlogov je razlikovanje še vedno koristno. Družina Otariidae (Red Carnivora) vključuje 15 obstoječih vrst kožuhastih tjulnjev in morskih levov. Tradicionalna klasifikacija družine v poddružini Arctocephalinae (tjulnji) in Otariinae (morski levi) ni podprta, pri čemer je medved Callorhinus ursinus v bazalnem razmerju glede na preostalo družino. To je v skladu s fosilnimi zapisi, ki nakazujejo, da se je ta rod ločil od črte, ki vodi do preostalih kožuhastih tjulnjev in morskih levov pred približno 6 milijoni let (mya). Podobne genetske razlike med vrstami morskega leva in med glavnimi vrstami krznenega tjulnja Arctocephalus kažejo, da so te skupine prestale obdobja hitrega sevanja približno v času, ko so se med seboj ločile. Filogenetski odnosi znotraj družine in genetske razdalje med nekaterimi taksoni poudarjajo nedoslednosti v trenutni taksonomski klasifikaciji družine. 
Za Arctocephalus so značilna značilna stanja prednikov, kot sta gosta poddlaka in prisotnost zob z dvojno korenino, zato naj bi predstavljal najbolj "primitivno" linijo. Od te bazalne črte naj bi se ločili tako morski levi kot preostali rod krznenih tjulnjev, Callorhinus. Fosilni zapis z zahodne obale Severne Amerike predstavlja dokaz o razhajanju Callorhinusa pred približno 6 milijoni let, medtem ko fosili v Kaliforniji in na Japonskem kažejo, da so se morski levi razhajali šele leta pozneje. 
- Podred Caniformia
  - Družina Otariidae
    - Poddružina Arctocephalinae
      - Rod Arctocephalus (južni medved; osem vrst)
      - Rod Callorhinus (severni medved; ena vrsta)

    - Poddružina Otariinae
      - Rod Eumetopias
        - Stellerjev morski lev , E. jubatus

      - Rod Neophoca
        - Avstralski morski lev , N. cinerea

      - Rod Otaria
        - Južnoameriški morski lev , O. flavescens

      - Rod Phocarctos
        - Novozelandski morski lev ali Hookerjev morski lev, P. hookeri

      - Rod Zalophus
        - Kalifornijski morski lev , Z. californianus
        - Japonski morski lev , Z. japonicus – izumrl (1950)
        - Galapaški morski lev , Z. wollebaeki

  - Družina Phocidae : pravi tjulnji
  - Družina Odobenidae : mrož